# Mulatu Teshome
Mulatu Teshome Wirtu (amárico:  ሙላቱ ተሾመ nascido em Arjo, em 1955) é um político etíope. Foi o presidente da Etiópia, de 7 de outubro de 2013 a 25 de outubro de 2018.

## Biografia
Mulatu nasceu na cidade de Arjo, na província de Welega. Foi educado na China, recebendo seu diploma de bacharel em filosofia da economia política e doutorado em direito internacional na Universidade de Pequim, tendo depois lecionado em algumas universidades e instituições estrangeiras.
Em meados da década de 1990 foi vice-ministro do Desenvolvimento Económico e Cooperação da Etiópia, um apoio do  ministro Girma Birru e tornou-se Ministro da Agricultura em 2001. Também foi presidente da Câmara Federal entre 2002 e 2005 e serviu como embaixador da Etiópia na China, Japão e Turquia.
Enquanto servia como embaixador na Turquia, Mulatu foi eleito Presidente da Etiópia por unanimidade parlamentar, em 7 de outubro de 2013. Mulatu Teshome é Oromo e tem um filho.